# Inconsciente colectivo (álbum de Inconsciente Colectivo)
Inconsciente Colectivo es el primer álbum de la banda costarricense Inconsciente Colectivo, publicado en 1994. Este álbum contiene 3 de las canciones más emblemáticas del grupo: "Formas de sentir", "Avenida Central" y "Frágil" (considerado todo un clásico dentro del Rock Costarricense). 

## Contenido
Varios temas incluidos en este álbum fueron escritos con anterioridad por Pato Barraza: tal es el caso de "Frágil" y "Avenida Central", este último siendo escrito en 1989.
La producción contiene 12 temas en total, abriendo con "Nueva era", tema que tiene una versión en vivo en el disco Inconscierto.
"Frágil" es considerada por muchos como la mejor canción en la historia del Rock costarricense; canción que, según el mismo Pato Barraza, demuestra en cierta manera "una relación que reflejaba lo que sucede en el tema o, en su defecto, lo que no ocurría en ésta".
Inconsciente Colectivo terminó en la posición no. 69 entre los 200 mejores discos en la historia del rock hecho en Costa Rica, posición que sorprendió a no pocos al creerse que el disco recibiría más apoyo en la votación  (enlace roto disponible en Internet Archive; véase el historial, la primera versión y la última)..

## Lista de canciones
- Todos los temas compuestos por Pato Barraza:

1. "Nueva era"
2. "Prototipo"
3. "Frágil"
4. "Futuro mágico"
5. "Formas de sentir"
6. "Será mejor"
7. "Amor clandestino"
8. "Cada mirar"
9. "Avenida central"
10. "Sol mayor"
11. "Sigues siempre en mi piel"
12. "No insistas"

## Músicos
- Pato Barraza: Voz, guitarras acústicas y coros.
- Pablo León: Piano y sintetizadores
- Roy Rodríguez: Guitarra eléctrica
- Alejandro Acuña: Batería
- Johnny Rodríguez: Bajo

## Músicos invitados
- Mauricio Gámez: Batería
- Oscar Protti: Bajo
- Bernardo Quesada: Piano y sintetizadores
- Jorge "Coqui" Araya: Guitarra eléctrica
- Silvia Rojas: coros
- Alberto Ortiz: voces, guitarras eléctricas, teclados adicionales y solos en "Frágil" y "Futuro mágico"; órgano en "Avenida Central" y triángulo en "Sol mayor".

## Créditos
- Productores: Pato Barraza y Alberto Ortiz.
- Grabado por: Alberto Ortiz, Giacomo Buonafina y Javier Lavalle.
- Mezclado por: Alberto Ortiz, Giacomo Buonafina, Pato Barraza y A. Bolaños.
- Productor ejecutivo: Giacomo Buonafina.
- Management: Jorge Ajoy.
- Arreglos: Pato Barraza, Alberto Ortis e Inconsciente Colectivo.
- Fotografía: Freddy Calvo.